# Monster World Rally Team
Das Monster World Rally Team ist ein US-amerikanisches Rallye Team.
Es wurde gemeinsam mit dem Rallyefahrer Ken Block 2010 gegründet und nimmt seit der Sno* Drift Rally an der Rally America teil. Das Monster World Rally Team nahm 2010 auch an drei Läufen der Rallye-Weltmeisterschaft (WRC) teil. Dort startete das Team bei der Rallye Mexiko, Rallye Türkei und der Rallye Portugal, dem jeweils zweiten, vierten und sechsten Lauf der Rallye-Weltmeisterschaft. Ab der Saison 2011 nimmt das Team regelmäßig an Weltmeisterschaftsläufen teil.

## Rally America
Block, der seit 2005 in der Serie Rally America fuhr, kam durch Travis Pastrana zum Rallyesport und wurde gleich in seiner ersten Saison Rookie of the Year. Von 2005 bis 2009 startete er für das Subaru Rally Team USA in einem Subaru Impreza. Nun aber nimmt er die Rally America in seinem eigenen Team in Anspruch. Bei der Rally America startete er mit dem neuen Ford Fiesta, welcher von Olsberg Racing zur Verfügung gestellt wurde.

### Rallye America Ergebnisse
| Rallye      | Sno*Drift | Rally in the 100 Acre Wood | Olympus Rally | Oregon Trail Rally | Susquehannock Trail Rally | New England Forest Rally |
| Platzierung | DNF       | 1. Platz                   | DNF           | DNF                | -                         | -                        |

### 2012
| Rallye      | Sno*Drift | Rally in the 100 Acre Wood | Oregon Trail Rally | Susquehannock Trail Rally | New England Forest Rally | Olympus Rally |
| Platzierung | -         | 1. Platz                   | -                  | -                         | -                        | -             |

## World Rallye Championship
Anfang Januar 2010 gab das Ford-Team bekannt, dass Block in der Rallye-Saison 2010 mehrere Einsätze in einem Ford Focus bei der Rallye-Weltmeisterschaft (WRC) fahren soll. Der Ford Focus wird von Stobart Motorsport für die WRC bereitgestellt. Sein erster Start ist bei der Rallye Mexiko geplant. Das Team nahm jedoch nicht alle WRC-Termine in Angriff. In der Saison 2011 startet das Team wieder bei der Rallyeweltmeisterschaft mit Ken Block und einem Ford Fiesta WRC.

### World Rally Championship Ergebnisse
| 2010            | Platzierung |
| --------------- | ----------- |
| Rallye Mexiko   | 18. Platz   |
| Rallye Türkei   | 24. Platz   |
| Rallye Portugal | DNF         |

### 2012
| Jahr | Fahrzeug           | 1   | 2   | 3   | 4   | 5   | 6   | 7   | 8   | 9   | 10  | 11  | 12  | 13  | Punkte | Rang |
| ---- | ------------------ | --- | --- | --- | --- | --- | --- | --- | --- | --- | --- | --- | --- | --- | ------ | ---- |
| 2012 | Ford Fiesta RS WRC | MON | SWE | MEX | POR | ARG | GRE | NZL | FIN | DEU | GBR | FRA | ITA | ESP | 4      | 28   |
| 2012 | Ford Fiesta RS WRC |     |     | 9   |     |     |     | 9   | DNF |     |     |     |     |     | 4      | 28   |

## Galerie

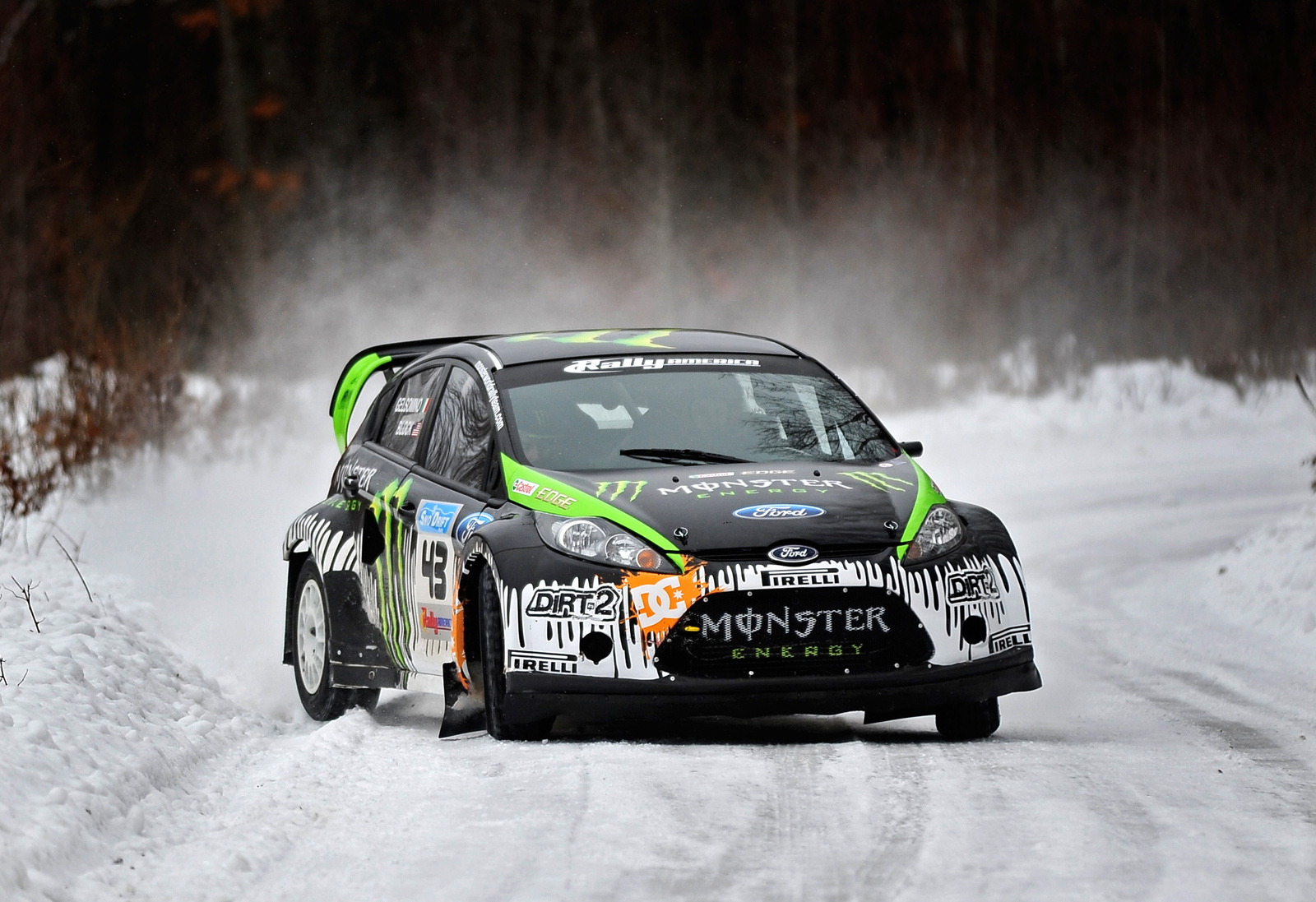
Sno* Drift Rally Testfahrten
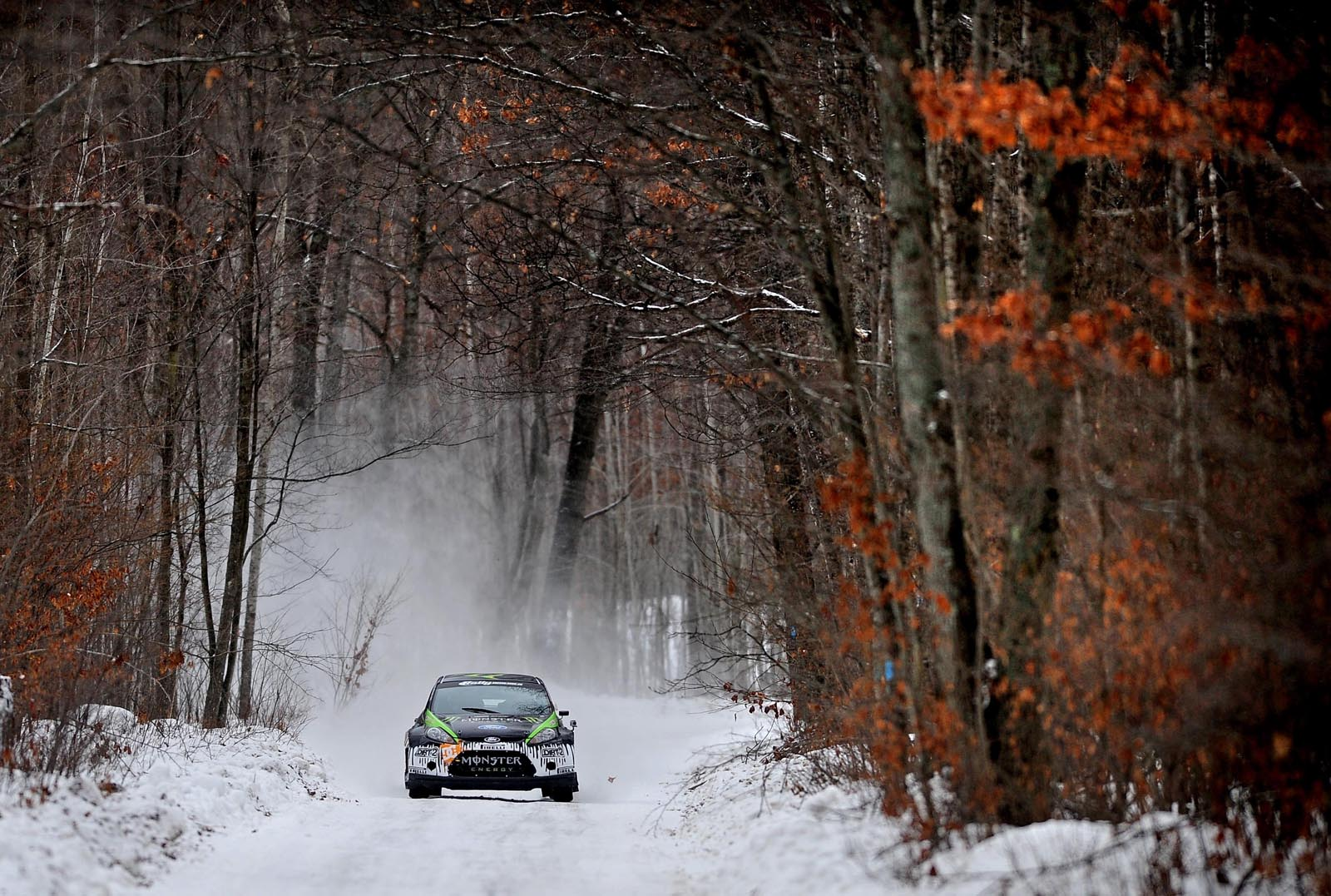
Sno* Drift Rally Testfahrten